# 中林海岸
中林海岸（なかばやしかいがん）は、徳島県阿南市中林町にある紀伊水道に面した海岸である。

## 地理
室戸阿南海岸国定公園内、淡島海岸と北の脇海岸の中間に位置する白砂青松の海岸で、ほかの阿南市内の海岸と違い、夏季に海水浴場は設営されていない。
海底は急深で、波の返りが激しいために遊泳禁止となっている。海岸沖には燕礁磯（えんばえ）と岸に近い雀礁磯（すずめばえ）のふたつ磯が浮かぶ。

## 交通
- JR牟岐線阿南駅より車で約15分。